# Pasterzyk
Pasterzyk, nomeusz (Nomeus gronovii) – gatunek morskiej ryby okoniokształtnej z rodziny pasterzykowatych (Nomeidae), dla której jest typem nomenklatorycznym. Jedyny przedstawiciel rodzaju Nomeus.

## Zasięg występowania
Wody tropikalne i subtropikalne Atlantyku, Oceanu indyjskiego i Pacyfiku, na głębokości 200 do 1000 m.

## Charakterystyka
Dorasta do ok. 40 cm długości. Jest odporny na jad trujących czułków rurkopławów z rodzaju Physalia (np. żeglarz portugalski), gdzie wśród macek znajduje własne schronienie przed innymi drapieżnikami.

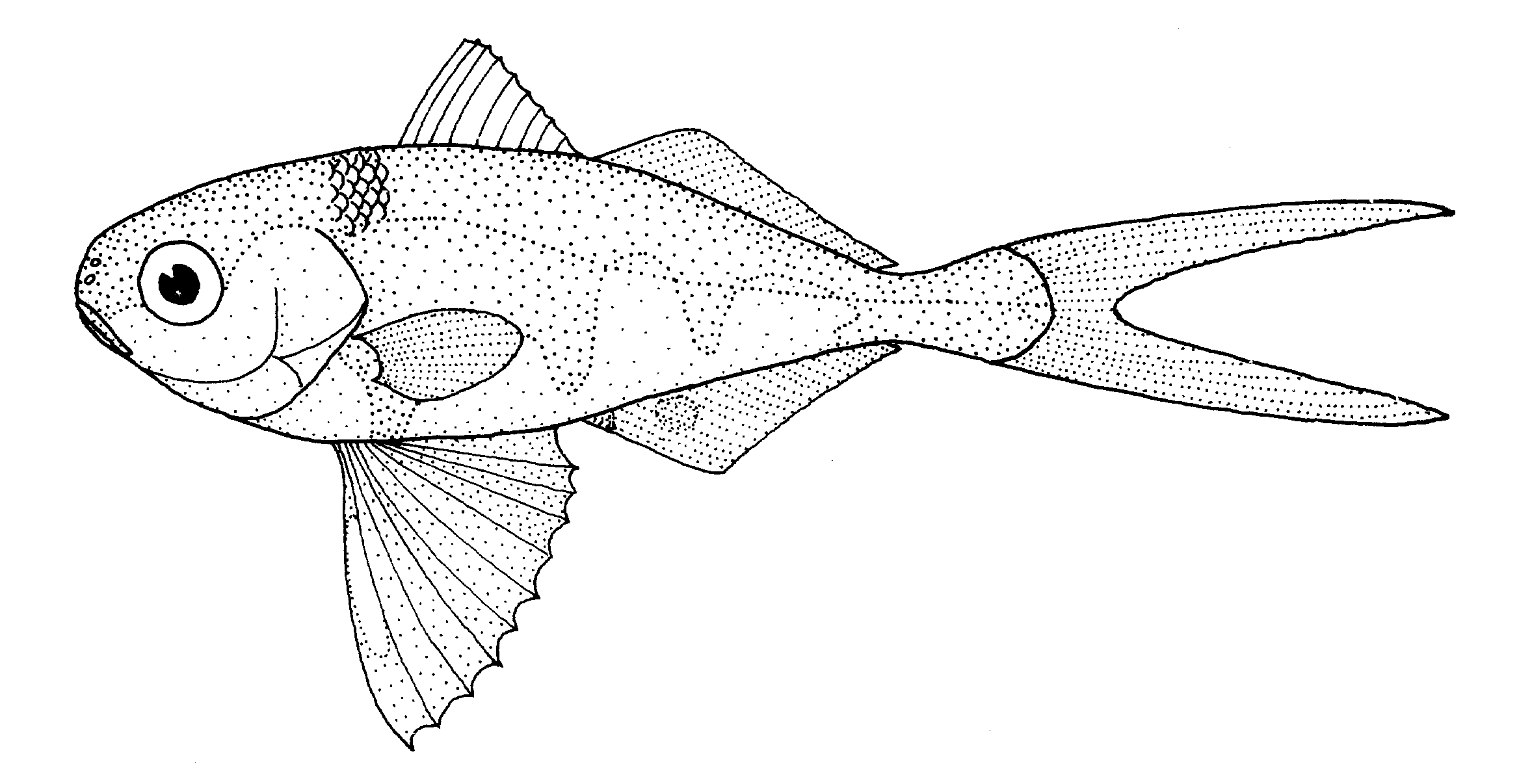
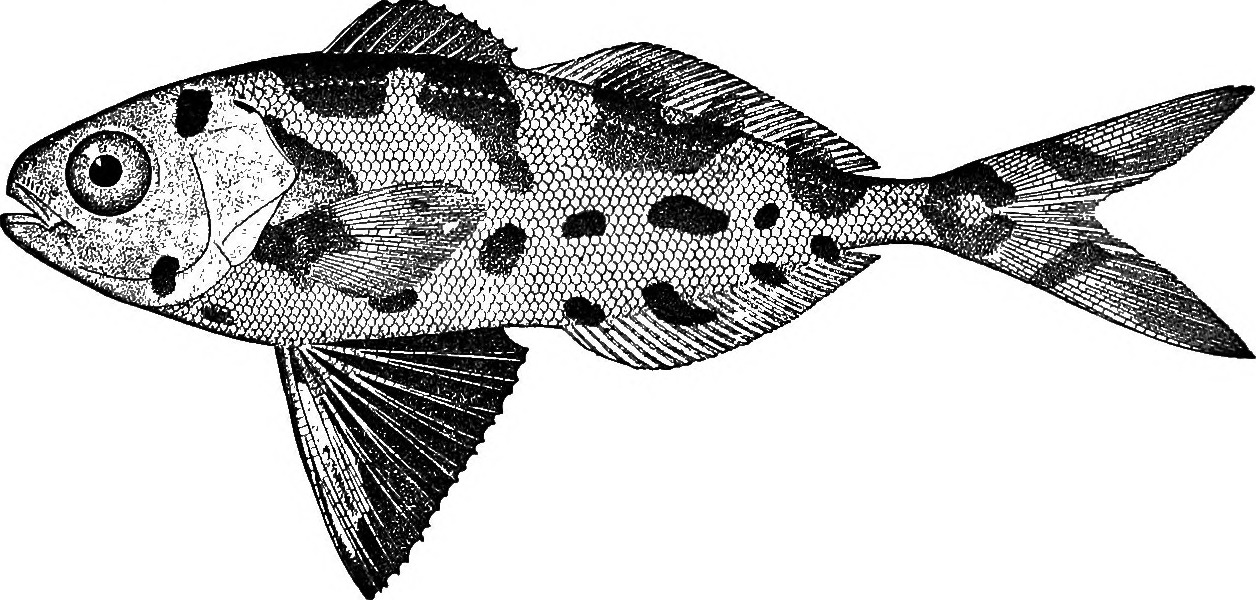